# Kakkihalli, Channarayapatna
Kakkihalli là một làng thuộc tehsil Channarayapatna, huyện Hassan, bang Karnataka, Ấn Độ.